# Gestronella convexicollis
Gestronella convexicollis es una especie de insecto coleóptero de la familia Chrysomelidae.
Fue descrita científicamente en 1897 por León Fairmaire.